# Sobrenatural

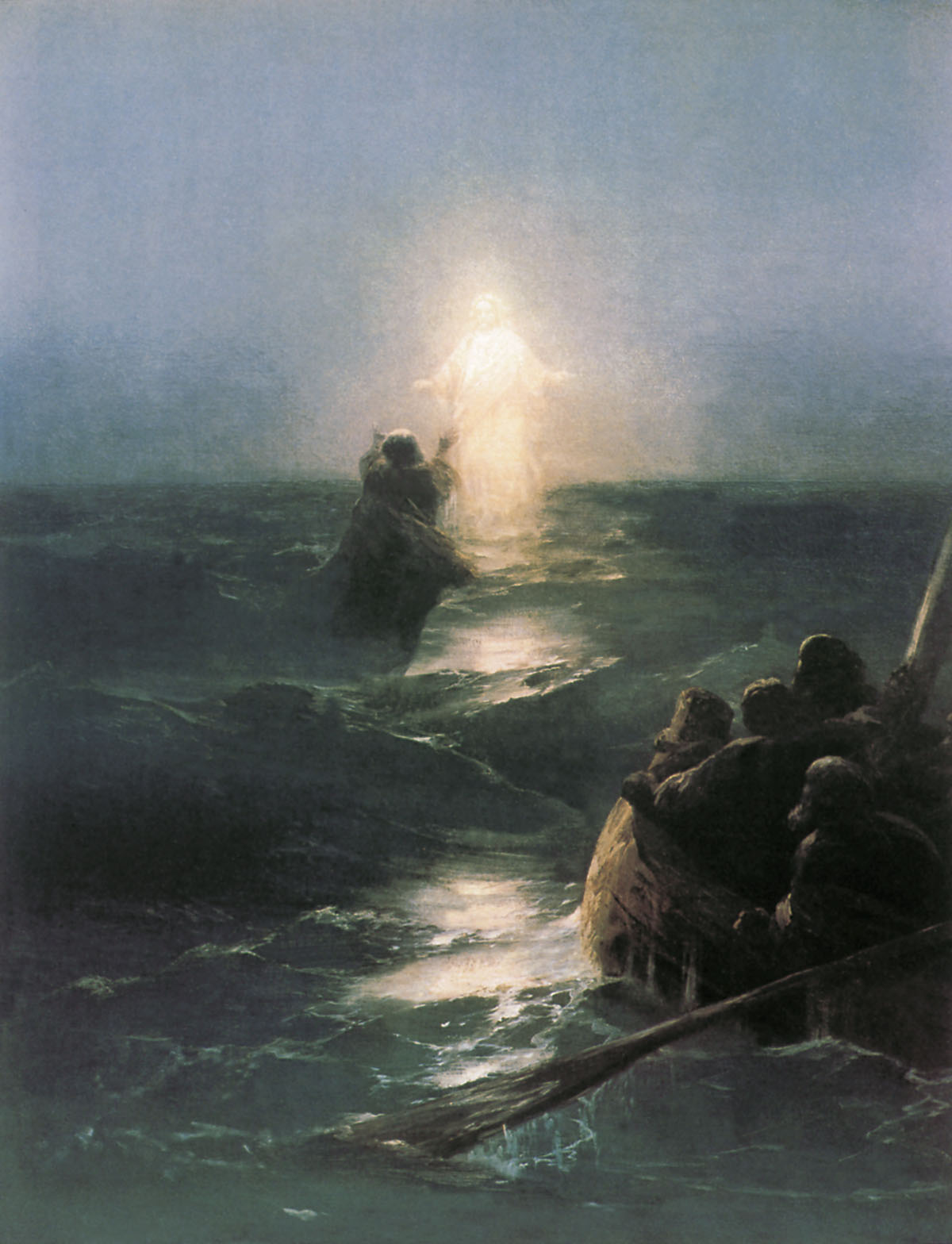
"Andando sobre a água": quadro de Ivan Konstantinovich Aivazovskii (1817-1900) retratando um dos diversos atos sobrenaturais tradicionalmente atribuídos a Jesus Cristo

O termo sobrenatural (registrado pela primeira vez entre 1520-1530) em geral designa o contrário do que é considerado natural; o que não admite - ou é suposto não admitir - explicação científica. Designa aquilo que, em princípio, é ou ocorre fora da ordem natural, à parte das leis naturais que regem os fenômenos ordinários; aquilo que é superior à natureza. Na filosofia, na cultura popular e na ficção, o termo é associado com paranormalidade, religiões e ocultismo. É propriedade imanente, por exemplo, das deidades.

## Fundamentos
Em geral, explicações sobrenaturais pressupõem a existência de algum tipo de realidade além da física, como o mundo espiritual, Deus, uma dimensão mental não detectável pela matéria. Seria, então, nesta instância superior, que estaria a causa do fenômeno sobrenatural, que não poderia ser detectada por meios físicos, visto estar "acima" da natureza, transcendendo-a.
Em meio religioso, o sobrenatural, geralmente, personifica-se na forma dos então denominados milagres ou na assumida existência de entidades e forças declaradamente não reconhecidas pela ciência. Sendo a morte um fator marcante na história de todo ser vivo, muito difundida é, também, a ideia de existência de um universo transcendente, onde a essência deste ser continuaria a existir mesmo após a morte física do mesmo.
A posição científica stricto sensu atual, contudo, é a de que não há indício algum devidamente qualificado que leve à conclusão segura de uma realidade sobrenatural subjacente ao universo natural em que vivemos.